# 能代清
能代 清（のしろ きよし、1906年（明治39年）9月26日 - 1976年（昭和51年）10月18日）は、日本の数学者。理学博士。専門は複素解析。北海道帝国大学講師、旧制第一高等学校教授、名古屋帝国大学教授、ハーバード大学客員教授、名古屋大学名誉教授、東京理科大学教授を務める。1956年（昭和31年）、「函数論における集積値集合の研究」で第9回中日文化賞を受賞。

## 略歴
- 1906年（明治39年）9月26日 北海道函館市に生まれる[2]。
- 1930年（昭和5年） 東京帝国大学理学部数学科卒業[2]。
- 1931年（昭和6年）  北海道帝国大学助手[3]。
- 1935年（昭和10年）北海道帝国大学講師。
- 1941年（昭和16年）旧制第一高等学校教授。
- 1941年（昭和16年）2月21日 博士論文「解析関数の特異点について」により理学博士を授与される[4]。
- 1942年（昭和17年） 名古屋帝国大学教授。
- 1954年（昭和29年）ハーバード大学客員教授。
- 1956年（昭和31年）「函数論における集積値集合の研究」で第9回中日文化賞受賞。
- 1970年（昭和45年）名古屋大学名誉教授。
- 1970年（昭和45年）東京理科大学教授。
- 1976年（昭和51年）10月18日 没する。

## 著作

### 単著
- 大阪帝国大学数学談話会 編「最近の函数論」『大阪帝国大学数学講演集』 第7、岩波書店、1941年。
- 『函數論概説』 第1（複素數ト初等函數）、岩波書店〈解析数学叢書〉、1941年。
- 『函數論概説』 第2（解析接續ト多價函数）、岩波書店〈解析数学叢書〉、1941-1942。
- 『極限論と集合論』岩波書店、1944年11月10日。
- 『極限論と集合論』（改版）岩波書店、1970年。ISBN 4-00-005222-5。 - 初版：1944年刊。
- 『函数論の諸定理と問題』春日書房、1948年。
- 『複素数』東海書房〈新制数学叢書 (4)〉、1948年。
- 『幾何学的函数論』アカデメイア・プレス、1949年。
- 『現代の函数論　解析函数の特異点と値分布を中心として』河出書房、1953年。
- 『近代凾数論』岩波書店、1954年。
- 『近代函数論』岩波書店、1971年。 - 2刷（初版：1954年）
- 『初等函数論』培風館、1954年。
- 『微分学』朝倉書店〈朝倉数学講座 第5〉、1960年9月30日。
- 小松, 勇作、能代, 清、矢野, 健太郎 編『微分学』（復刊）朝倉書店〈朝倉数学講座3〉、2004年3月30日。ISBN 4-254-11673-X。
- 『微分学演習』朝倉書店〈朝倉数学講座 第6〉、1961年。
- " Cluster Sets" ,Springer-Verlag,Berlin,1960年。
- 『初等函数論演習』培風館、1962年。
- 『解析接続入門』共立出版、1964年。
- 『複素数入門』朝倉書店〈初等数学シリーズ 1〉、1971年。
- 『微分と積分』朝倉書店〈初等数学シリーズ 8〉、1973年。

### 一部執筆
- 岩波書店 編『岩波講座数学』 第1（一般項目）、岩波書店、1932-1935。 - 「集合論」、「實數及ビ複素數ノ性質」を執筆。

### 共編著
- 淡中忠郎 著、小松, 勇作、能代, 清、矢野, 健太郎 編『代数学』（復刊）朝倉書店〈朝倉数学講座1〉、2004年3月。ISBN 4-254-11671-3。
- 矢野健太郎 著、小松勇作・能代清・矢野健太郎 編『解析幾何学』（復刊）朝倉書店〈朝倉数学講座2〉、2004年3月。ISBN 4-254-11672-1。
- 井上正雄 著、小松勇作・能代清・矢野健太郎 編『積分学』（復刊）朝倉書店〈朝倉数学講座4〉、2004年3月。ISBN 4-254-11674-8。
- 小堀憲 著、小松勇作・能代清・矢野健太郎 編『微分方程式』（復刊）朝倉書店〈朝倉数学講座5〉、2004年3月。ISBN 4-254-11675-6。
- 小松勇作 著、小松勇作・能代清・矢野健太郎 編『函数論』（復刊）朝倉書店〈朝倉数学講座6〉、2004年3月。ISBN 4-254-11676-4。
- 亀谷俊司 著、小松勇作・能代清・矢野健太郎 編『集合と位相』（復刊）朝倉書店〈朝倉数学講座7〉、2004年3月。ISBN 4-254-11677-2。
- 大槻富之助 著、小松勇作・能代清・矢野健太郎 編『微分幾何学』（復刊）朝倉書店〈朝倉数学講座8〉、2004年3月。ISBN 4-254-11678-0。
- 河田竜夫 著、小松勇作・能代清・矢野健太郎 編『確率と統計』（復刊）朝倉書店〈朝倉数学講座9〉、2004年3月。ISBN 4-254-11679-9。
- 清水辰次郎 著、小松勇作・能代清・矢野健太郎 編『応用数学』（復刊）朝倉書店〈朝倉数学講座10〉、2004年3月。ISBN 4-254-11680-2。